# شهرچای (ارومیه)

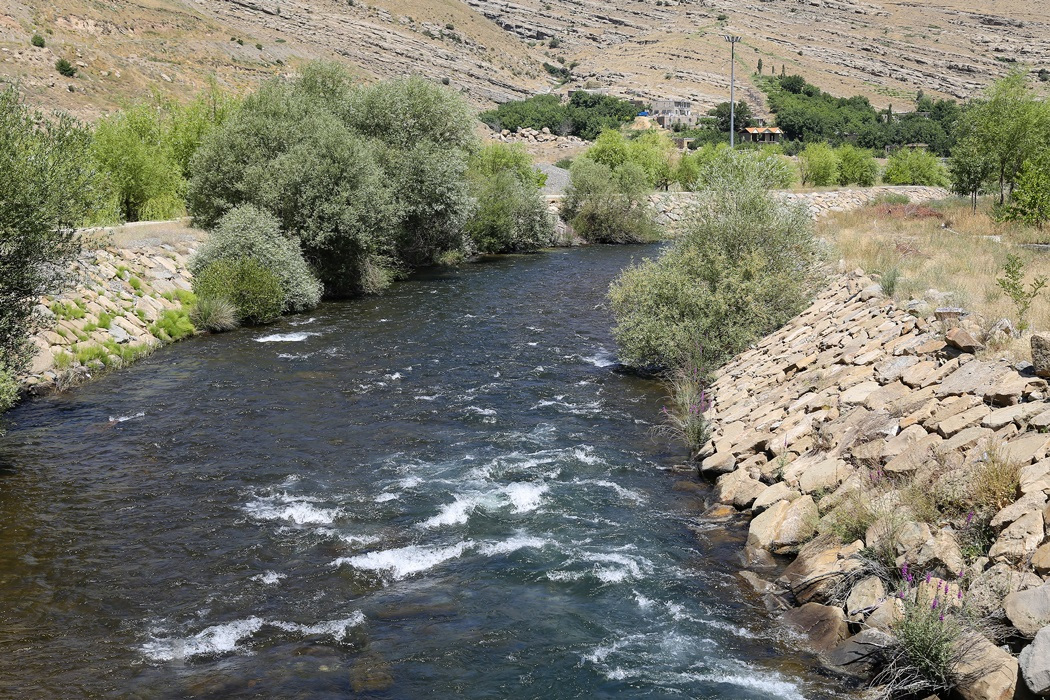
رود شهرچای

شهرچای رودی با امتداد شمال شرقی-جنوب غربی است که پس از گذر از وسط شهر ارومیه که هم‌اکنون به صورت دوطرفه فضای سبز می‌باشد و سیراب نمودن کشتزارها و باغات شهرستان در نهایت وارد دریاچه ارومیه می‌شود.
نام‌های دیگر برده‌رود، شهرچای، برده، بکشلوچای و ارومیه‌رود و سنگ‌سرخ است.
این رود از کوه کان کبوتر به ارتفاع ۳۲۷۱ متر از کوه‌های استان آذربایجان غربی سرچشمه می‌گیرد و رشته‌ای از کوه‌های مرزی ترکیه نیز به آن افزوده شده، پس از کندن دره‌ای برای خود در بلندی‌های یادشده وارد بَرده سور شده و از آن گذشته، پس از دریافت رگه‌هایی چند در طول مسیر خود و آبیاری زمین‌های مسیر خود به روستای بند نزدیکی شهر ارومیه می‌رسد. در اینجا بخشی از آن برای تأمین آب آشامیدنی شهرستان ارومیه منشعب شده مابقی پس از آبیاری باغ‌ها و زمین‌های کشاورزی از نزدیک شهر ارومیه می‌گذرد و به همین مناسب شهرچای (شهررود) نامیده شده‌است و سپس در جنوب محلی به نام دماغهٔ حصار وارد دریاچه ارومیه می‌گردد.
مساحت حوضه آبریز رودخانه شهرچای در محل بند ۳۹۶ کیلومتر مربع و میانگین سالیانهٔ آب این رودخانه در محل بند پس از انشعاب آب آشامیدنی به ۱۶۸ میلیون متر مکعب می‌رسد.
از آب رودخانهٔ برده‌رود در طول مسیر خود در حدود ۹۱۱ روستا و آبادی استفاده می‌کنند. مسیر رودخانهٔ شهرچای در محل معروف بند یکی از گردشگاه‌های مردم ارومیه است.